# Einar Hjörleifsson Kvaran
Einar Hjörleifsson Kvaran (* 6. Dezember 1859 in Vallanes; † 21. Mai 1938 in Reykjavík) war ein isländischer Schriftsteller.

## Leben
Einar war der Sohn des Pfarrers Hjörleifur Einarsson und dessen Frau Guðlaug Eyjólfsdóttir. Er studierte im dänischen Kopenhagen Volkswirtschaft, brach sein Studium jedoch ab. Von 1885 bis 1895 lebte er in Winnipeg in Kanada, wo er als Journalist arbeitete und isländische Publikationen herausgab. 1895 kehrte er nach Island zurück, wo er in Reykjavík und Akureyri weiterhin als Journalist und Herausgeber arbeitete. Daneben schrieb er Prosa und Dramen. Sein erstes Buch war der 1908 erschienene Roman Ofurefli. Im Jahr 1913 erhielt er ein Stipendium der isländischen Regierung, wodurch er sich ganz dem Schreiben widmen konnte.
Einar, der unter dem Namen Einar Hjörleifsson geboren wurde, nahm den Familiennamen Kvaran 1916, gemeinsam mit seinen Brüdern und deren Söhnen, an.
1923 ergab eine Umfrage, dass Einar der zu der Zeit beliebteste Schriftsteller Islands war. Bewunderung für Einars Werk entwickelte unter anderem der spätere Nobelpreisträger Halldór Laxness. Teilweise wurden seine Bücher auch ins Deutsche übersetzt. Heute sind sie jedoch eher unbekannt.
Themen in Einars Werk sind unter anderem die christlichen Werte und Spiritualität. Außerdem schildert er die gesellschaftlichen Verhältnisse in Island und das Leben auf dem Land.

## Bibliographie
Romane
- Ofurefli (1908) – deutsch Die Übermacht (Erich von Mendelssohn, S. Fischer, Berlin 1912, Download)
- Gull (1911)

Dramen
- Lénharður fógeti (1913)
- Syndir annarra (1915)

Novelle
- Litli-Hvammur (1898) – deutsch Klein-Hvammur (Franz Kuntze, Reclam, Leipzig 1909)

Sonstiges
- Ritsafn (Gesammelte Werke, 1943/1944)